# Франческо Граціані
Франче́ско Граціа́ні (італ. Francesco Graziani; нар. 16 грудня 1952, Суб'яко) — колишній італійський футболіст, нападник. Після завершення ігрової кар'єри — футбольний тренер.

## Клубна кар'єра
Вихованець футбольної школи клубу «Беттіні Квадраро».
У дорослому футболі дебютував 1970 року виступами за команду клубу «Ареццо», в якій провів три сезони, взявши участь у 48 матчах чемпіонату.
Своєю грою за цю команду привернув увагу представників тренерського штабу клубу «Торіно», до складу якого приєднався 1973 року. Відіграв за туринську команду наступні вісім сезонів своєї ігрової кар'єри. Більшість часу, проведеного у складі «Торіно», був основним гравцем атакувальної ланки команди. У складі «Торіно» був одним з головних бомбардирів команди, маючи середню результативність на рівні 0,44 голу за гру першості. За цей час виборов титул чемпіона Італії.
Згодом з 1981 по 1988 рік грав у складі команд клубів «Фіорентина», «Рома» та «Удінезе». Протягом цих років додав до переліку своїх трофеїв два титули володаря Кубка Італії.
Завершив професійну ігрову кар'єру в австралійському клубі «АПІА Лейхгардт», за команду якого 1988 року провів дві гри.

## Виступи за збірні
1973 року залучався до складу молодіжної збірної Італії. На молодіжному рівні зіграв в одному офіційному матчі.
1975 року дебютував в офіційних матчах у складі національної збірної Італії. Протягом кар'єри у національній команді, яка тривала 9 років, провів у формі головної команди країни 64 матчі, забивши 23 голи. У складі збірної був учасником чемпіонату світу 1978 року в Аргентині, чемпіонату Європи 1980 року в Італії, чемпіонату світу 1982 року в Іспанії, здобувши того року титул чемпіона світу.

## Кар'єра тренера
Розпочав тренерську кар'єру невдовзі після завершення кар'єри гравця, 1989 року, очоливши тренерський штаб клубу «Фіорентина».
Надалі очолював команди клубів «Реджина», «Авелліно», «Катанія» та «Монтеваркі».
Наразі останнім місцем тренерської роботи був клуб «Червія», команду якого Франческо Граціані очолював як головний тренер до 2006 року.
| Дата       | Місто                    | Господарі         | Результат             | Гості      | Турнір                        | Голи | Примітки       |
| ---------- | ------------------------ | ----------------- | --------------------- | ---------- | ----------------------------- | ---- | -------------- |
| 19/04/1975 | Рим                      | Італія            | 0 – 0                 | Польща     | Відбір до ЧЄ 1976             | -    |                |
| 05/06/1975 | Гельсінкі                | Фінляндія         | 0 – 1                 | Італія     | Відбір до ЧЄ 1976             | -    |                |
| 08/06/1975 | Москва                   | СРСР              | 1 – 0                 | Італія     | товариський матч              | -    |                |
| 27/09/1975 | Рим                      | Італія            | 0 – 0                 | Фінляндія  | Відбір до ЧЄ 1976             | -    |                |
| 07/04/1976 | Турин                    | Італія            | 3 – 1                 | Португалія | товариський матч              | 1    |                |
| 23/05/1976 | Вашингтон                | США               | 0 – 4                 | Італія     | товариський матч              | 1    |                |
| 28/05/1976 | Нью-Йорк                 | Англія            | 3 – 2                 | Італія     | товариський матч              | 2    |                |
| 31/05/1976 | Нью-Гейвен (Коннектикут) | Бразилія          | 4 – 1                 | Італія     | товариський матч              | -    |                |
| 05/06/1976 | Мілан                    | Італія            | 4 – 2                 | Румунія    | товариський матч              | 1    |                |
| 22/09/1976 | Копенгаген               | Данія             | 0 – 1                 | Італія     | товариський матч              | -    |                |
| 25/09/1976 | Рим                      | Італія            | 3 – 0                 | Югославія  | товариський матч              | 1    |                |
| 16/10/1976 | Люксембург               | Люксембург        | 1 – 4                 | Італія     | Відбір до ЧС                  | 1    |                |
| 17/11/1976 | Рим                      | Італія            | 2 – 0                 | Англія     | Відбір до ЧС 1978             | -    |                |
| 22/12/1976 | Лісабон                  | Португалія        | 2 – 1                 | Італія     | товариський матч              | -    |                |
| 26/01/1977 | Рим                      | Італія            | 2 – 1                 | Бельгія    | товариський матч              | 1    |                |
| 08/06/1977 | Гельсінкі                | Фінляндія         | 0 – 3                 | Італія     | Відбір до ЧС 1978             | -    |                |
| 08/10/1977 | Західний Берлін          | ФРН               | 2 – 1                 | Італія     | товариський матч              | -    |                |
| 15/10/1977 | Турин                    | Італія            | 6 – 1                 | Фінляндія  | Відбір до ЧС 1978             | 1    |                |
| 16/11/1977 | Лондон                   | Англія            | 2 – 0                 | Італія     | Відбір до ЧС 1978             | -    |                |
| 03/12/1977 | Рим                      | Італія            | 3 – 0                 | Люксембург | Відбір до ЧС 1978             | 1    |                |
| 08/02/1978 | Неаполь                  | Італія            | 2 – 2                 | Франція    | товариський матч              | 2    |                |
| 08/05/1978 | Рим                      | Італія            | 0 – 0                 | Югославія  | товариський матч              | -    |                |
| 06/06/1978 | Мар-дель-Плата           | Італія            | 3 – 1                 | Угорщина   | ЧС 1978 - 1-й етап            | -    |                |
| 18/06/1978 | Буенос-Айрес             | Італія            | 1 – 0                 | Австрія    | ЧС 1978 - 2-й етап            | -    |                |
| 21/06/1978 | Буенос-Айрес             | Нідерланди        | 2 – 1                 | Італія     | ЧС 1978 - 2-й етап            | -    |                |
| 20/09/1978 | Турин                    | Італія            | 1 – 0                 | Болгарія   | товариський матч              | -    |                |
| 23/09/1978 | Флоренція                | Італія            | 1 – 0                 | Туреччина  | товариський матч              | 1    |                |
| 08/11/1978 | Братислава               | Чехословаччина    | 3 – 0                 | Італія     | товариський матч              | -    |                |
| 21/12/1978 | Рим                      | Італія            | 1 – 0                 | Іспанія    | товариський матч              | -    |                |
| 13/06/1979 | Загреб                   | Югославія         | 4 – 1                 | Італія     | товариський матч              | -    |                |
| 26/09/1979 | Флоренція                | Італія            | 1 – 0                 | Швеція     | товариський матч              | -    |                |
| 17/11/1979 | Удіне                    | Італія            | 2 – 0                 | Швейцарія  | товариський матч              | 1    |                |
| 15/03/1980 | Мілан                    | Італія            | 1 – 0                 | Уругвай    | товариський матч              | 1    |                |
| 19/04/1980 | Турин                    | Італія            | 2 – 2                 | Польща     | товариський матч              | -    |                |
| 12/06/1980 | Мілан                    | Італія            | 0 – 0                 | Іспанія    | ЧЄ 1980 - 1-й етап            | -    |                |
| 15/06/1980 | Турин                    | Італія            | 1 – 0                 | Англія     | ЧЄ 1980 - 1-й етап            | -    |                |
| 18/06/1980 | Рим                      | Італія            | 0 – 0                 | Бельгія    | ЧЄ 1980 - 1-й етап            | -    |                |
| 21/06/1980 | Неаполь                  | Чехословаччина    | 1 – 1 д.ч. (9-8 п.п.) | Італія     | ЧЄ 1980 - матч за 3 місце     | 1    | 4-те місце     |
| 24/09/1980 | Генуя                    | Італія            | 3 – 1                 | Португалія | товариський матч              | 1    |                |
| 01/11/1980 | Рим                      | Італія            | 2 – 0                 | Данія      | Відбір до ЧС 1982             | 2    |                |
| 15/11/1980 | Турин                    | Італія            | 2 – 0                 | Югославія  | Відбір до ЧС 1982             | -    |                |
| 06/12/1980 | Афіни                    | Греція            | 0 – 2                 | Італія     | Відбір до ЧС 1982             | -    |                |
| 03/01/1981 | Монтевідео               | Уругвай           | 2 – 0                 | Італія     | Золотий кубок чемпіонів світу | -    |                |
| 06/01/1981 | Монтевідео               | Нідерланди        | 1 – 1                 | Італія     | Золотий кубок чемпіонів світу | -    |                |
| 25/02/1981 | Рим                      | Італія            | 0 – 3                 | Європа     | товариський матч              | -    |                |
| 19/04/1981 | Удіне                    | Італія            | 0 – 0                 | НДР        | товариський матч              | -    |                |
| 03/06/1981 | Копенгаген               | Данія             | 3 – 1                 | Італія     | Відбір до ЧС 1982             | 1    |                |
| 23/09/1981 | Болонья                  | Італія            | 3 – 2                 | Болгарія   | товариський матч              | 2    |                |
| 14/11/1981 | Турин                    | Італія            | 1 – 1                 | Греція     | Відбір до ЧС 1982             | -    |                |
| 05/12/1981 | Неаполь                  | Італія            | 1 – 0                 | Люксембург | Відбір до ЧЄ 1984             | -    |                |
| 23/02/1982 | Париж                    | Франція           | 2 – 0                 | Італія     | товариський матч              | -    |                |
| 14/04/1982 | Лейпциг                  | НДР               | 1 – 0                 | Італія     | товариський матч              | -    |                |
| 28/05/1982 | Женева                   | Швейцарія         | 1 – 1                 | Італія     | товариський матч              | -    |                |
| 14/06/1982 | Віґо                     | Італія            | 0 – 0                 | Польща     | ЧС 1982 - 1-й етап            | -    |                |
| 18/06/1982 | Віґо                     | Італія            | 1 – 1                 | Перу       | ЧС 1982 - 1-й етап            | -    |                |
| 23/06/1982 | Віґо                     | Італія            | 1 – 1                 | Камерун    | ЧС 1982 - 1-й етап            | 1    |                |
| 29/06/1982 | Барселона                | Італія            | 2 – 1                 | Аргентина  | ЧС 1982 - 2-й етап            | -    |                |
| 05/07/1982 | Барселона                | Італія            | 3 – 2                 | Бразилія   | ЧС 1982 - 2-й етап            | -    |                |
| 08/07/1982 | Барселона                | Італія            | 2 – 0                 | Польща     | ЧС 1982 - півфінал            | -    |                |
| 11/07/1982 | Мадрид                   | Італія            | 3 – 1                 | ФРН        | ЧС 1982 - Фінал               | -    | Чемпіони світу |
| 27/10/1982 | Рим                      | Італія            | 0 – 1                 | Швейцарія  | товариський матч              | -    |                |
| 04/12/1982 | Флоренція                | Італія            | 0 – 0                 | Румунія    | Відбір до ЧЄ 1984             | -    |                |
| 12/02/1983 | Лімасол                  | Кіпр              | 1 – 1                 | Італія     | Відбір до ЧЄ 1984             | -    |                |
| 29/05/1983 | Гетеборг                 | Швеція            | 2 – 0                 | Італія     | Відбір до ЧЄ 1984             | -    |                |
| Усього     |                          | Матчів (21 місце) | 64                    |            | Голів (9 місце)               | 23   |                |

## Титули та досягнення

### Командні
- Чемпіон Італії (1):

«Торіно»: 1975-76
- Володар Кубка Італії (2):

«Рома»: 1983-84, 1985-86
- Чемпіон світу (1):

1982

### Особисті
- Найкращий бомбардир Серії A (1):

1976-77
- Найкращий бомбардир Кубка Італії (1):

1980-81 (5)